# Antonio McKay
Antonio McKay, född 9 februari 1964 i Atlanta, Georgia, USA, är en amerikansk före detta friidrottare som tävlade på 400 meter. 

## Karriär
McKay genombrott kom när deltog vid Olympiska sommarspelen 1984 i Los Angeles där han blev bronsmedaljör på 400 meter med tiden 44,71. Vidare var han med i det amerikanska lag som vann guld på 4 x 400 meter. 
Under 1987 blev han världsmästare inomhus på 400 meter på tiden 45,98. Senare samma år deltog han vid VM utomhus i Rom där han blev utslagen i kvartsfinalen på 400 meter. Däremot blev det guld i stafett, 4 x 400 meter. 
McKays andra olympiska guld kom vid Olympiska sommarspelen 1988 i Seoul där han var med i det amerikanska stafettlag som vann. Året efter försvarade han sitt guld vid inomhus VM i Budapest där han vann på tiden 45,59. 
Hans sista mästerskap blev inomhus VM 1991 där han blev silvermedaljör i stafett efter det tyska laget. 